# Sylvius Friedrich von Frankenberg und Ludwigsdorff

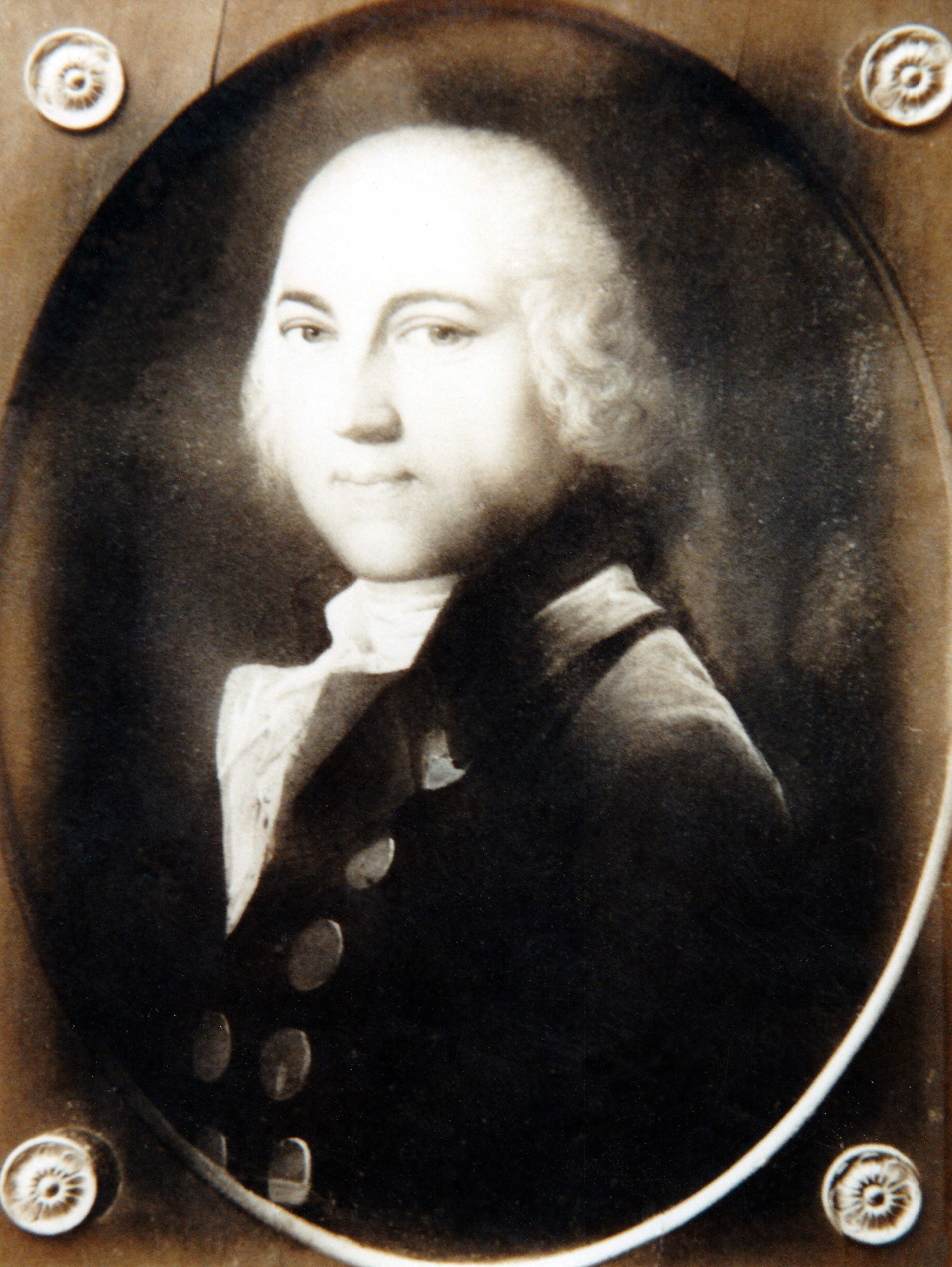
Sylvius Friedrich von Frankenberg und Ludwigsdorff, um 1769

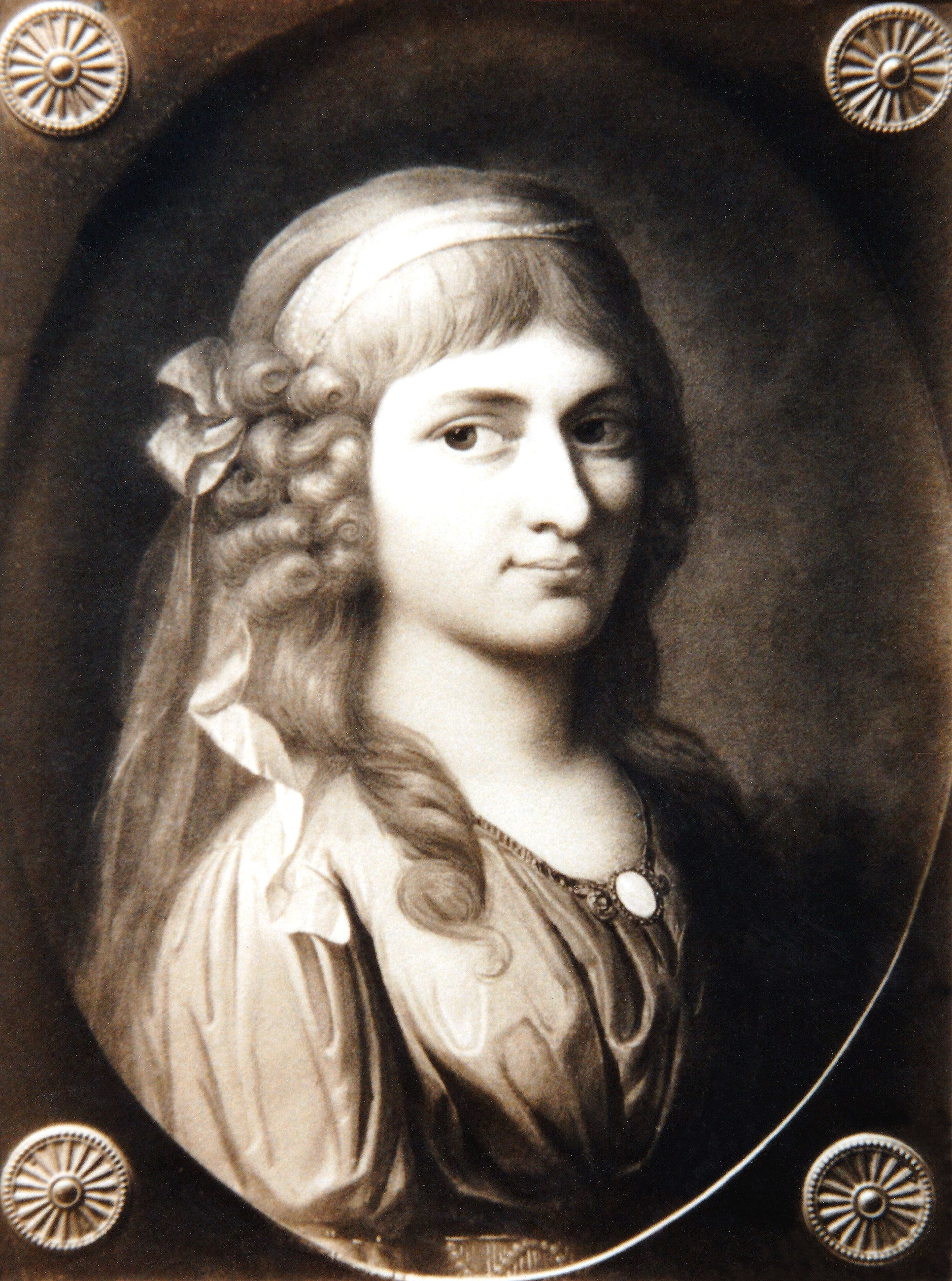
Friederike Dorothea Caroline, geb. von Rüxleben, um 1769

Sylvius Friedrich Ludwig von Frankenberg und Ludwigsdorff (* 20. Oktober 1728 in Schleusingen; † 24. April 1815 in Gotha) war ein gothaischer Geheimer Rat und Minister.

## Leben
Sylvius Friedrich von Frankenberg wurde als drittes von sieben Kindern des damaligen Oberhofmeisters der Herzoginwitwe Maria Amalia von Sachsen-Zeitz und späteren Schmalkaldener Oberamtmanns Sylvius Eberhard von Franckenberg und dessen Ehefrau Freiin Luise Henriette von Schmettau (1701–1771) geboren.
Er zeigte bereits als Schüler in Kassel Interesse an den klassischen Sprachen. Ende Oktober 1745 immatrikulierte er sich unter Nr. 41 am kurz zuvor eröffneten Braunschweiger Collegium Carolinum, zusammen mit seinem Freund Ernst August von Studnitz. Anfang Mai 1747 schrieb er sich an der Universität Marburg ein, vermutlich für Rechts- und Staatswissenschaften.

### Hessen Kassel
Sylvius Friedrich begann seine Laufbahn am 21. Mai 1750 als Kammerjunker am landgräflichen Hof in Kassel und wurde am 31. Juli desselben Jahres zum Regierungs- und Hofgerichtsassessor in Hanau ernannt.
Nachdem der Prinzregent von Hessen-Kassel 1751 als Wilhelm VIII. regierender Landgraf geworden war, ernannte er Sylvius Friedrich am 29. November 1752 zum Hessen-Kasselschen Kammerherrn und am 20. Januar 1755 zum Kammerrat und Diener an der Rentkammer.
1758 wurde er von Wilhelm VIII. als Gesandter nach Wien und Kopenhagen geschickt. Nachdem seine Gesandtentätigkeit 1761 – offenbar infolge der Ungnade des zweiten Nachfolgers von Wilhelm VIII., des Erbprinzen Wilhelm und späteren Kurfürsten Wilhelm I. (Hessen-Kassel) – geendet hatte und sein ebenfalls im Dienst Hessen-Kassels stehender Vater gestorben war, wechselte Sylvius Friedrich vom Hessen-Kasseler in den Sachsen-Gothaer Staatsdienst.

### Sachsen-Gotha-Altenburg
Im Oktober 1764 wurde ihm von Herzog Friedrich III. von Sachsen-Gotha-Altenburg die Stelle eines Geheimrats mit einem Jahresgehalt von 3000 preußischen Gulden angeboten, die er Ende 1764 annahm. Im Bestallungsdekret vom 2. Januar 1765 wird die Position als „Wirklicher Geheimer Rath cum voto et sessione im Geheimen Consilio“, dem vierköpfigen obersten Beratungsgremium des Herzogs, bezeichnet. Von Frankenberg wurde bald die rechte Hand des Herzogs und stieg im Geheimen Rat auf die dritte Stelle auf. 

Unter dem ab 1772 regierenden Nachfolger Herzog Ernst II. wurde von Frankenberg 1788 zum Staatsminister und 1791 zum Direktor des Geheimen Ratskollegiums ernannt. 1793 wurde er zusätzlich Obersteuerdirektor des Herzogtums und Leiter der Ämter Leuchtenburg und Orlamünde. 

Ab 1804 unter Herzog August regierte von Frankenberg völlig selbständig.
1769 hatte Sylvius Friedrich die Gothaer Hofdame Friederike Dorothea Caroline von Rüxleben (5.3.1745 – 27.11.1832) geheiratet, die im Freundeskreis Frifri genannt wurde. Ihr Vater Albrecht Anton von Rüxleben (1705–1770) war ein Vorgänger Frankenbergs als Direktor des Geheimen Ratskollegiums. Die Ehe blieb kinderlos.
Friederike war außergewöhnlich gebildet und wurde zu einem Mittelpunkt der Gothaer Hofgesellschaft. Eine lebenslange Freundschaft verband sie mit Johann Gottfried Herder, nachdem dieser 1776 Generalsuperintendent in Weimar geworden war. 1779 wurde sie Taufpatin eines seiner Kinder. In einem Brief an Karoline Herder, nachdem sich Herder Mitte der 1790er Jahre mit dem Herzog von Weimar überworfen hatte, gab Friederike die Erfahrung weiter, sie habe lernen müssen „mit unseren Fürsten zu leben, wie wir sie finden, nicht wie wir sie wünschen“.
Von Frankenberg stiftete 1803 zusammen mit seinen beiden unverheiratet gebliebenen Schwestern, den Freiinnen Luise Friederike (1732–1804) und Adolphine Eberhardine (1734–1811), mit rund 50.000 Reichsthalern den größten Teil zur Erbauung des sogenannten Frankenbergschen Krankenhauses in Gotha, der ersten Krankenanstalt der Stadt. Dieses existierte bis 1878 in der Großen Fahnenstraße 18. Minister Frankenberg war wohnhaft in seinem eigenen Haus „Zur guten Schmiede“, heute bekannter als das Wohnhaus des Schriftstellers Gustav Freytag in Siebleben.
Von Frankenberg wurde beerdigt auf dem Friedhof „Alter Gottesacker“, der seit 1542 bestand und die 1874 abgebrochene St.-Katharinenkirche (auch Garnisonkirche genannt) umgab, aber 1904 eingeebnet worden ist.

## Ehrungen

Frankenberg-Denkmal im Jahre 1896

- Herzog August von Gotha stiftete seinem verstorbenen Staatsminister 1816 im englischen Garten des Herzoglichen Parks ein klassizistisches Denkmal aus Sandstein in Form eines römischen Sarkophags, dessen Vorderseite die inzwischen verwitterte Inschrift „Dem unvergesslichen Sylvius gewidmet“ trug. Anlässlich seines 200. Todestages ließ die Stiftung Thüringer Schlösser und Gärten es restaurieren.
- Die Stadt Gotha benannte die Frankenbergstraße nach ihrem Minister, wohl auch aus Dank für die Stiftung des Krankenhauses, das in der nächsten Querstraße gestanden hatte. Zu DDR-Zeiten 1975 sollte die Frankenbergstraße auf Betreiben einer „Untergruppe Straßenumbenennung“ des Rats der Stadt zugunsten des KPD-Mitglieds und früheren Gothaer Bürgermeisters Hugo Meister umbenannt werden, was jedoch nicht zustande kam.[3]